# Kilforsens kraftverksdamm
Kilforsens kraftverksdamm (H192) är en kraftverksdamm vid Kilforsens kraftverk i Sollefteå kommun i Ångermanland och ingår i Ångermanälvens huvudavrinningsområde. Sjön har en area på 0,146 kvadratkilometer och ligger 192,3 meter över havet.

## Delavrinningsområde
Kilforsens kraftverksdamm ingår i det delavrinningsområde (704921-154588) som SMHI kallar för Utloppet av Kilforsens kraftverksdamm. Medelhöjden är 276 meter över havet och ytan är 9,21 kvadratkilometer. Det finns inga avrinningsområden uppströms utan avrinningsområdet är högsta punkten. Vattendraget som avvattnar avrinningsområdet har biflödesordning 3, vilket innebär att vattnet flödar genom totalt 3 vattendrag innan det når havet efter 93 kilometer. Avrinningsområdet består mestadels av skog (96 procent). Avrinningsområdet har 0,15 kvadratkilometer vattenytor vilket ger det en sjöprocent på 1,6 procent.